# Малодеревичківська сільська рада
Малодеревичківська сільська рада — колишня адміністративно-територіальна одиниця та орган місцевого самоврядування у Любарському районі Бердичівської округи, Вінницької й Житомирської областей Української РСР з адміністративним центром у селі Мала Деревичка.

## Населені пункти
Сільській раді на час ліквідації були підпорядковані населені пункти:
- с. Мала Деревичка

## Історія та адміністративний устрій
Створена 4 вересня 1928 року в с. Мала Деревичка Старочорторийської сільської ради Любарського району Житомирської області.
Станом на 1 вересня 1946 року сільська рада входила до складу Любарського району Житомирської області, на обліку в раді перебувало с. Мала Деревичка.
Ліквідована 11 серпня 1954 року, відповідно до указу Президії Верховної ради Української РСР «Про укрупнення сільських рад по Житомирській області», територію та населені пункти ради приєднано до складу Глезненської сільської ради Любарського району Житомирської області.